# Johan Hammarsson
Johan Hammarsson även namnvarianterna Hamarson, Hammar, Hammarson förekommer, född 15 juni 1703 i Gävle, död 19 juni 1729 i Stockholm, var en svensk kopparstickare och tecknare. 
Han var son till rådmannen Johan Hammar och Anna Lenberg. Hammarsson avlade studentexamen i Uppsala 1720 och blev därefter elev till Johannes van den Aveelen. Hammarsson blev en skicklig kopparstickare och arbetade i anslutning till Elias Brenner och för Erik Dahlberghs Suecia utförde han två plåtar. På 1720-talet utförde han ett antal porträttgravyrer över Magnus Julius De la Gardie, biskopen i Åbo Johannes Gezelius, skalden J.G. Hallman och Arvid Horn. Hammarsson är representerad vid Kungliga biblioteket i Stockholm.